# الدوري النمساوي 1996–97
الدوري النمساوي الممتاز 1996–97 (بالألمانية: Österreichische Fußballmeisterschaft 1996/97)‏ هو الموسم 86 من  بوندسليغا النمسا لكرة القدم. أشرف على تنظيمه اتحاد النمسا لكرة القدم، وكان عدد الأندية المشاركة فيه  10، وفاز فيه ريد بل زالتسبورغ.